# Cathédrale du Sacré-Cœur de Shenyang
Cette  cathédrale n’est pas la seule cathédrale du Sacré-Cœur.
La cathédrale du Sacré-Cœur est la cathédrale catholique de l'archidiocèse de Shenyang en république populaire de Chine. Elle se trouve à Shenyang (Moukden en mandchou) dans la province du  Liaoning en Mandchourie et elle est consacrée au Sacré-Cœur. Elle a été élevée par les prêtres français des Missions étrangères de Paris.

## Histoire

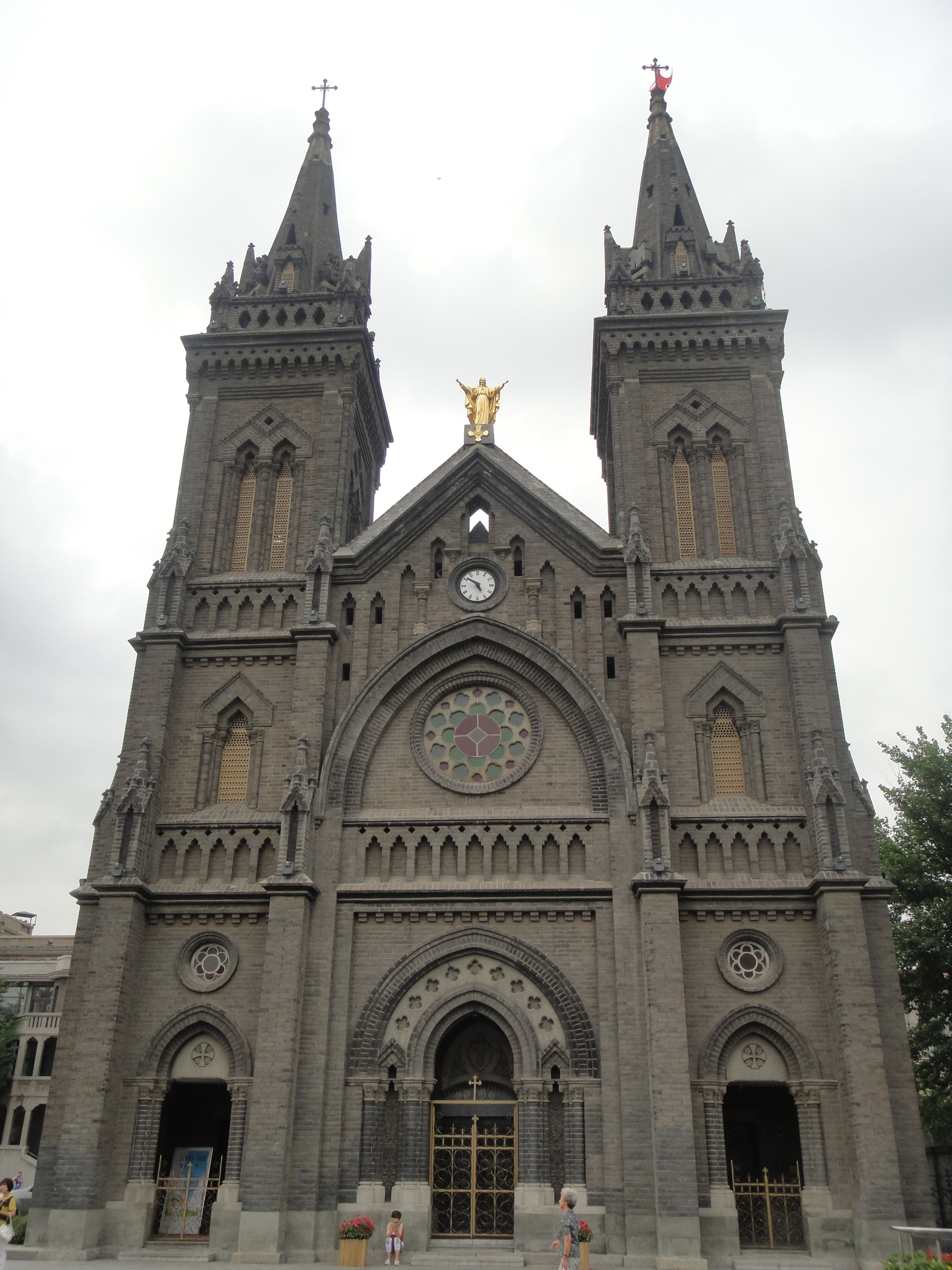
Façade de la cathédrale

L'Église catholique s'est ancrée dans le nord-est de la Chine en 1831 en érigeant le vicariat apostolique de Liaodong (autrefois translittéré en Liaotung), de Mandchourie et de Mongolie. La région est évangélisée par un missionnaire français du nom de Jean Chenin, arrivé de Yingkou en 1861, et qui fait construire aussitôt une petite église, puis un petit orphelinat et une école. Une église plus grande est bâtie entre 1873 et 1878. Pendant la révolte des Boxers de 1900, tous les bâtiments appartenant à l'Église catholique sont détruits. L'église est incendiée le 2 juillet 1900 avec deux cents personnes réfugiées à l'intérieur, dont le vicaire apostolique, Mgr Laurent Guillon (qui eut la tête tranchée auparavant), un prêtre missionnaire , un prêtre chinois et deux religieuses qui toutes périssent brûlées. C'est avec les indemnités négociées par les puissances occidentales auprès du gouvernement impérial chinois qu'une grande église - la cathédrale néo-gothique actuelle - est construite entre 1909 et 1912 par le père Henri Lamasse des Missions étrangères de Paris [réf. nécessaire], avec deux tours de 40 mètres de hauteur en façade et une grande rosace. Jusqu'en 1945, la Mandchourie était administrée par l'empire du Japon.
Jusqu'en 1949, c'était l'édifice le plus haut de Shenyang.
En 1988, la cathédrale est inscrite à la liste des monuments protégés de la province.